# Troglodyte à tête blanche
Campylorhynchus albobrunneus
Espèce
Statut de conservation UICN

 LC  : Préoccupation mineure
Le Troglodyte à tête blanche (Campylorhynchus albobrunneus) est une espèce de passereau appartenant à la famille des Troglodytidae.

## Répartition
On le trouve en Colombie et au Panama.

## Habitat
Ses habitats naturels sont les forêts de plaines subtropicales ou tropicales humides et les forêts primaires fortement dégradées.

## Sous-espèces
D'après Alan P. Peterson, il existe les sous-espèces suivantes :
- Campylorhynchus albobrunneus albobrunneus  (Lawrence) 1862
- Campylorhynchus albobrunneus harterti  (Berlepsch) 1907